# Ball dels garrofins

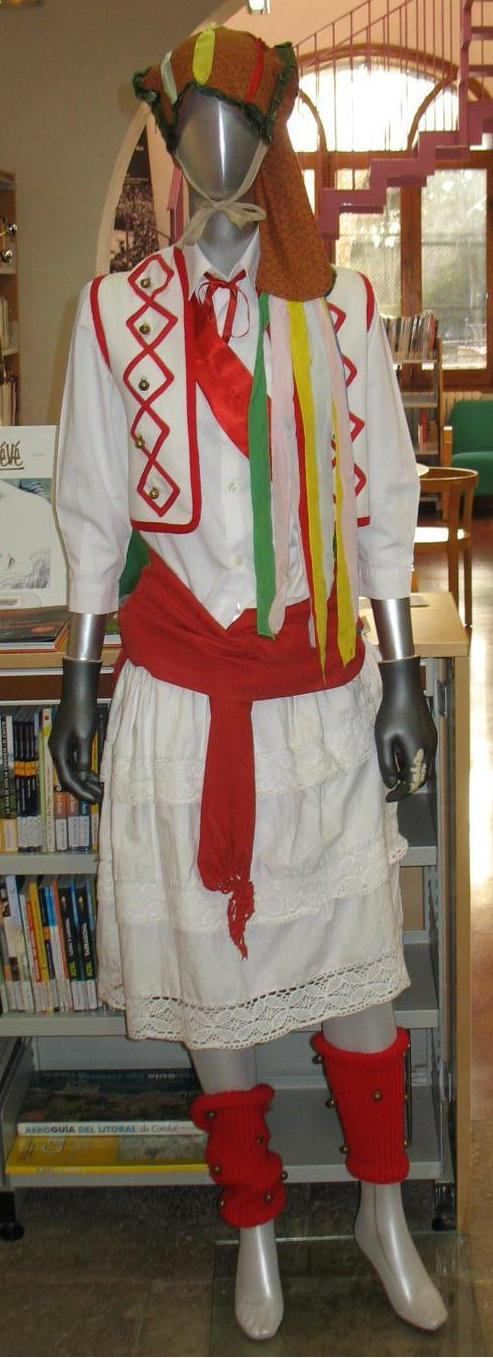
Vestit dels Garrofins

El Ball dels garrofins és una dansa tradicional de Moià que interpreten, actualment, un grup de nens i nenes acompanyats del so d'un flabiol o d'una gralla. La vigília de Sant Sebastià, al vespre, surten a ballar pels carrers i places acompanyats de dos teiers que els fan llum i de la figura del Pollo. També fan la seva dansa a l'hora de l'ofici del sant el dia 20 de gener.

## Història
El ball dels garrofins és anomenat per primera vegada l'any 1789. Era ballat per sis joves solters la vigília de Sant Sebastià al vespre, acompanyats per música (que devia ser de flabiol) i dels portadors de teies. El seu nom deriva del mot "garrofa" i és degut segurament a la forma de la barretina que porten penjant enrere, encara que altres versions han fet derivar la paraula (que alguna vegada apareix com a "gaofins") del verb llatí gaudeo, ‘gaudir’: els garrofins representarien el goig de Moià després que els àngels disfressats de pelegrins fessin en una habitació de l'hostal de la vila i en una sola nit l'escultura del sant. Durant el primer terç del segle xx també participaven en la processó de Sant Sebastià, portant en baiard una imatge processional de plata. Després de la guerra civil, els garrofins foren el ball que es mantingué més en actiu, si bé hi hagué períodes en què no es ballà. L'any 1974, i sota l'impuls del Casal, es recuperaren per darrera vegada si bé amb modificacions pel que fa al número i edat dels balladors respecte a les diverses mencions que se’n conserven.

## Vestuari
Està compost per: mitges blanques, faldilla amb doble faldilla de puntes blanca, camisa amb màniga llarga blanca, escalfadors de color vermell, llaç vermell al coll, armilla amb cascavells amb rivets vermells, banda i faixa vermelles i garrofa (barretina) amb cintetes de colors al cap. El vestuari dels garrofins que són nenes només varia el color vermell pel blau i al cap que no porten la garrofa, sinó tan sols cintetes de colors; la resta de la indumentària és idèntica.

## Coreografia
Els balladors surten caminant de forma individual l'un darrere l'altre format dues fileres. Fan uns peculiars saltirons:1, 2 i 3, i el peu endavant. Quan canvia el ritme de la música fan una rotllana i finalment en grup de quatre, dos s'agafen sobre les espatlles dels altres dos per aixecar-se. És d'interès veure el grup que ha aguantat més estona a dos dels garrofins fent la torre.
La participació del Pollo en aquest ball, és sols per acompanyar els garrofins, però sense cap intervenció.